# Юрий Александрович (князь углицкий)
Юрий (Георгий) Александрович — князь Углицкий (1307—1320) и Ростовский (1316—1320).

## Биография
Сын князя Александра Константиновича, князя Углицкого. Ещё малолетним, после смерти своего отца в 1307 году занял Углицкий стол. В 1316 году получил ещё и Ростовский удел после смерти дяди своего Василия Константиновича, дети которого были младшими двоюродными братьями Юрия, почему и заняли Ростовский стол только после смерти последнего.
При нём в Ростове в 1318 году был из Орды «посол лют», именем Кочка, причинивший много бедствий Ростову.
В 1320 году, 30 мая, князь Юрий умер, когда ему было лет 17 или 18, не оставив потомства. После него Ростовское княжество разделилось на 2 половины, так же, как и сам Ростов, разделившийся на 2 стороны — Борисоглебскую и Сретенскую. Есть предположение, что у него был один сын Михаил.